# Giovanni II di Baviera
Giovanni II di Wittelsbach (1341 – Landshut, giugno 1397) fu Duca di Baviera-Monaco dal 1375 sino alla sua morte.
Giovanni era il terzo figlio di Stefano II e di Isabella di Sicilia.

## Biografia
Dal 1375 al 1392 Giovanni resse il Ducato di Bavaria-Landshut con i fratelli Stefano III e Federico. Nel 1392 Giovanni iniziò una nuova spartizione della Baviera in quanto non intendeva finanziare le dispendiose spedizioni in Italia che il fratello Stefano aveva in programma.
Il Ducato di Baviera-Landshut venne diviso in Baviera-Ingolstadt e Baviera-Monaco, due nuovi ducati. Giovanni quindi regnò da solo sul Ducato di Baviera-Monaco per tre anni, sino al 1395, ma da quell'anno al 1397 ingaggiò nuovi conflitti con i fratelli. A Giovanni II succedettero i figli Ernesto e Guglielmo III, che ribadirono il loro governo indipendente sul Ducato di Baviera-Monaco contro Stefano III. 
Giovanni II è sepolto nella Chiesa di Nostra Signora a Monaco di Baviera.

## Matrimonio e discendenza
Giovanni sposò nel 1372 Caterina di Gorizia, dalla quale ebbe tre figli:
- Ernesto (1373-1438);
- Guglielmo (1375-1435);
- Sofia (1376-1425), sposò Venceslao di Lussemburgo.

Inoltre ebbe da Anna Pirsser un figlio illegittimo:
- Johannes Grünwalder, che divenne vescovo di Frisinga

## Ascendenza
|                           |                      |                          | Genitori              |  |  | Nonni |  |  | Bisnonni                   |  |  | Trisnonni            |  |
|                           |                      |                          |                       |  |  |       |  |  | Ludovico II del Palatinato |  |  | Ottone II di Baviera |  |
|                           |                      |                          |                       |  |  |       |  |  | Ludovico II del Palatinato |  |  | Ottone II di Baviera |  |
|                           |                      | Agnese del Palatinato    |                       |  |  |       |  |  | Ludovico II del Palatinato |  |  |                      |  |
| Ludovico il Bavaro        |                      |                          |                       |  |  |       |  |  | Ludovico II del Palatinato |  |  |                      |  |
|                           |                      | Matilde d'Asburgo        | Rodolfo I d'Asburgo   |  |  |       |  |  |                            |  |  |                      |  |
|                           |                      | Matilde d'Asburgo        | Rodolfo I d'Asburgo   |  |  |       |  |  |                            |  |  |                      |  |
|                           |                      | Matilde d'Asburgo        | Gertrude di Hohenberg |  |  |       |  |  |                            |  |  |                      |  |
| Stefano II di Baviera     |                      | Matilde d'Asburgo        |                       |  |  |       |  |  |                            |  |  |                      |  |
|                           |                      | Bolko I di Świdnica      | Boleslao II di Slesia |  |  |       |  |  |                            |  |  |                      |  |
|                           |                      | Bolko I di Świdnica      | Boleslao II di Slesia |  |  |       |  |  |                            |  |  |                      |  |
|                           |                      | Bolko I di Świdnica      | Edvige di Anhalt      |  |  |       |  |  |                            |  |  |                      |  |
| Beatrice di Slesia-Glogau |                      | Bolko I di Świdnica      |                       |  |  |       |  |  |                            |  |  |                      |  |
|                           |                      | Beatrice del Brandeburgo | Otto del Brandeburgo  |  |  |       |  |  |                            |  |  |                      |  |
|                           |                      | Beatrice del Brandeburgo | Otto del Brandeburgo  |  |  |       |  |  |                            |  |  |                      |  |
|                           |                      | Beatrice del Brandeburgo | …                     |  |  |       |  |  |                            |  |  |                      |  |
| Giovanni II di Baviera    |                      | Beatrice del Brandeburgo |                       |  |  |       |  |  |                            |  |  |                      |  |
|                           | Pietro III d'Aragona | Giacomo I d'Aragona      |                       |  |  |       |  |  |                            |  |  |                      |  |
|                           | Pietro III d'Aragona | Giacomo I d'Aragona      |                       |  |  |       |  |  |                            |  |  |                      |  |
|                           | Pietro III d'Aragona | Iolanda d'Ungheria       |                       |  |  |       |  |  |                            |  |  |                      |  |
| Federico III di Sicilia   | Pietro III d'Aragona |                          |                       |  |  |       |  |  |                            |  |  |                      |  |
|                           |                      | Costanza II di Sicilia   | Manfredi di Sicilia   |  |  |       |  |  |                            |  |  |                      |  |
|                           |                      | Costanza II di Sicilia   | Manfredi di Sicilia   |  |  |       |  |  |                            |  |  |                      |  |
|                           |                      | Costanza II di Sicilia   | Beatrice di Savoia    |  |  |       |  |  |                            |  |  |                      |  |
| Isabella di Sicilia       |                      | Costanza II di Sicilia   |                       |  |  |       |  |  |                            |  |  |                      |  |
|                           |                      | Carlo II d'Angiò         | Carlo I d'Angiò       |  |  |       |  |  |                            |  |  |                      |  |
|                           |                      | Carlo II d'Angiò         | Carlo I d'Angiò       |  |  |       |  |  |                            |  |  |                      |  |
|                           |                      | Carlo II d'Angiò         | Beatrice di Provenza  |  |  |       |  |  |                            |  |  |                      |  |
| Eleonora d'Angiò          |                      | Carlo II d'Angiò         |                       |  |  |       |  |  |                            |  |  |                      |  |
|                           |                      | Maria Arpad d'Ungheria   | Stefano V d'Ungheria  |  |  |       |  |  |                            |  |  |                      |  |
|                           |                      | Maria Arpad d'Ungheria   | Stefano V d'Ungheria  |  |  |       |  |  |                            |  |  |                      |  |
|                           |                      | Maria Arpad d'Ungheria   | Elisabetta dei Cumani |  |  |       |  |  |                            |  |  |                      |  |
|                           |                      | Maria Arpad d'Ungheria   |                       |  |  |       |  |  |                            |  |  |                      |  |